# Changzhi
Changzhi (长治市 / 長治市; pinyin: Chángzhì Shì) er en by på præfekturniveau i provinsen Shanxi i det nordlige Kina. Det ligger mellem byerne Huozhou i Shanxi og Hebi i provinsen Henan. Præfekturet har et areal på 13.864 km², og en befolkning på 3.250.000 (2007).
Chanzhis erhvervsliv er baseret på minedrift efter kul, jernmalm og asbest, med tilhørende industri.
Selve byen hed Luan frem til 1912; den har en historie som strækker sig tilbage til Shang-dynastiet.

## Administrative enheder
Changzhi består af to bydistrikter, et byamt og ti amter:
- Bydistriktet Cheng (城区 );
- Bydistriktet Jiao (郊区) ;
- Byamtet Lucheng – 潞城市 Lùchéng Shì ;
- Amtet Changzhi Chángzhì Xiàn;
- Amtet Xiangyuan – 襄垣县 长治县, Xiāngyuán Xiàn ;
- Amtet Tunliu – 屯留县 Túnliú Xiàn ;
- Amtet Pingshun – 平顺县 Píngshùn Xiàn ;
- Amtet Licheng – 黎城县 Líchéng Xiàn ;
- Amtet Huguan – 壶关县 Húguān Xiàn ;
- Amtet Zhangzi – 长子县 Zhǎngzǐ Xiàn ;
- Amtet Wuxiang – 武乡县 Wǔxiāng Xiàn ;
- Amtet Qin – 沁县 Qìn Xiàn ;
- Amtet Qinyuan – 沁源县 Qìnyuán Xiàn.

## Trafik
Kinas rigsvej 207 løber gennem præfekturet, både gennem selve byen Changzhi (bydistriktene) og gennem amterne Lucheng og Licheng. Den begynder i Xilinhot i Indre Mongoliet nær grænsen til Mongoliet, løber mod syd og ender i Hai'an, en by som ligger i amtet Xuwen på den sydlige del af Leizhouhalvøen i provinsen Guangdong.
Kinas rigsvej 208 ender i Changzhi. Den begynder i Erenhot i Indre Mongoliet og fører via Jining og Datong og Taiyuan til Changzhi.